# Corella (Bohol)
Corella ist eine philippinische Stadtgemeinde mit 8479 Einwohnern (Zensus 1. August 2015) im Südwesten der Provinz Bohol.

## Geschichte

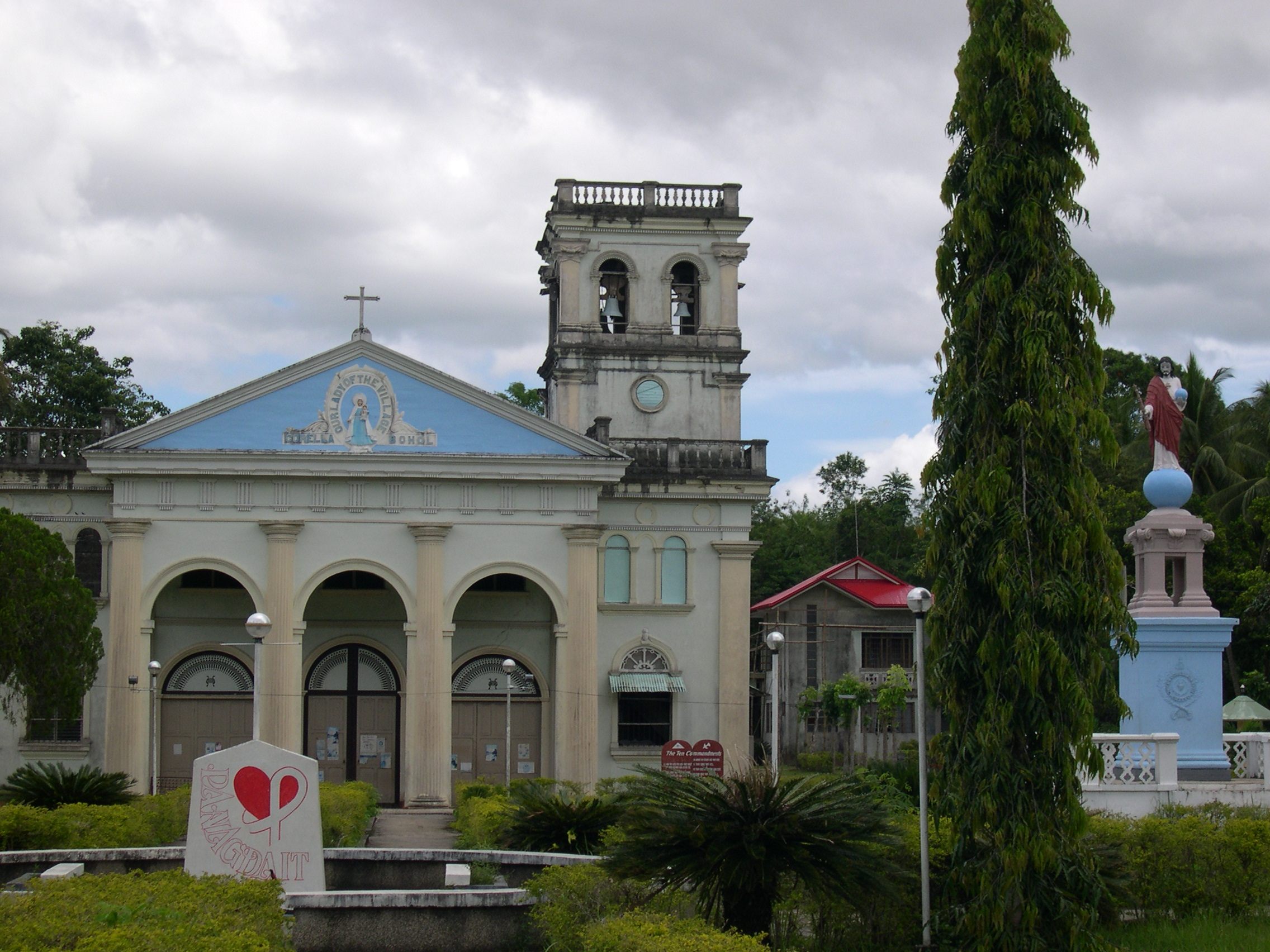
Die aus dem Jahr 1924 stammende Kirche von Corella

Überlieferungen zufolge war die Gemeinde im 19. Jahrhundert als Barrio Nug-as ein Teil der Gemeinde Baclayon. Im Jahr 1884 wurde daraus eine eigenständige Gemeinde, welche im Zuge dessen den neuen Namen Corella erhielt, benannt nach der gleichnamigen Stadt in der nordspanischen Provinz Navarra. 
1935 wanderten einige Bewohner Corella's nach Mindanao aus und gründeten dort die Siedlung New Corella, heute eine Gemeinde in der Provinz Davao del Norte.
Während des Zweiten Weltkrieges war Corella zunächst eine Kommandantur der Rebellen, bis 1942 schließlich die Japaner die Kontrolle über das Gebiet übernahmen. Während der Besatzungszeit, die bis Mai 1945 andauerte, nutzten die japanischen Truppen die Schulen im Barangay Poblacion als Garnison und Kasernen.

## Barangays
Corella ist politisch in 8 Baranggays unterteilt.
- Anislag
- Canangca-an
- Canapnapan
- Cancatac
- Pandol
- Poblacion
- Sambog
- Tanday

## Wirtschaft und Tourismus
In Corella ist keine nennenswerte Industrie angesiedelt. Die Einwohner leben hauptsächlich von Ackerbau und Viehzucht. 
Unter Touristen ist Corella als Heimat der Tarsier (→ Philippinen-Koboldmaki) bekannt. Auf dem Gebiet der Gemeinde sowie den angrenzenden Gemeinden Loboc und Sikatuna befindet sich ein 167 Hektar großes Schutzgebiet für die gefährdete Primatenart. Ein 15 Kilometer langer Wanderweg namens Tarsier Trail bietet Öko-Touristen die Möglichkeit, die Natur zu erkunden und von speziellen Aussichtspunkten aus die Koboldmakis in ihrem natürlichen Lebensraum zu beobachten. 
Unweit des Tarsier Schutzgebietes befindet sich die römisch-katholische Kirche von Corella. Das im Jahr 1924 errichtete Bauwerk ist von einer parkähnlichen Anlage umgeben. 